# McNary (Arizona)
McNary é uma Região censo-designada localizada no estado americano de Arizona, no Condado de Apache e Condado de Navajo.

## Demografia
Segundo o censo americano de 2000, a sua população era de 349 habitantes.

## Geografia
De acordo com o United States Census Bureau, a localidade tem uma área de 14,3 km², dos quais 14,2 km² cobertos por terra e 0,1 km² cobertos por água. McNary localiza-se a aproximadamente 2228 m acima do nível do mar.

## Localidades na vizinhança
O diagrama seguinte representa as localidades num raio de 40 km ao redor de McNary.